# Cromarty (zone)
Pour l'entité administrative, voir Cromarty.
La zone Cromarty est une zone marine située au Nord-Est de l’Écosse. Elle est bordée au Nord par les zones de :
- Fair Isle au nord
- Forties à l'est
- Forth au sud

Elle doit son nom à la ville écossaise de Cromarty, qui possède un aéroport (code AITA : CRN).